# L'Herbe des nuits
L'Herbe des nuits est un roman de Patrick Modiano paru le 4 octobre 2012 aux éditions Gallimard.

## Résumé
Un écrivain se retourne vers une courte période de son passé à la lumière d'un petit carnet de notes noir datant du milieu des années 1960. Son palimpseste mémoriel — mêlant indistinctement le présent à un passé vivide, bien que distant de 50 ans —, le replonge dans le Paris du quartier de Montparnasse, de la cité internationale universitaire, et de la rive gauche, à l'époque de la décolonisation lorsqu'il fréquentait une jeune femme du nom de Dannie qui évoluait dans les milieux de la sécurité marocaine présente en France. Marchant en 2012 dans les rues de Paris sur les traces de ses trajets le plus souvent nocturnes de 1966 entre l'Unic Hôtel de la rue du Montparnasse, la faculté de Censier, le jardin des Plantes, la rue Cuvier, le quai Henri-IV, et l'avenue Félix-Faure, Jean sait que Dannie lui cache l'essentiel : son vrai nom, ses activités, et un secret plus pesant qui lui vaut de sérieux ennuis avec la police. Se refusant à la juger, hier comme aujourd'hui, sa mémoire réalise la fusion de l'espace et du temps en établissant la connexion de ses émotions de jadis à celles d'aujourd'hui et la poursuite d'un discours ininterrompu avec celle qu'il a connue quelques mois et aimée, avant qu'elle ne disparaisse, le laissant parfois dans le doute de ce qui a été la réalité ou une part de rêve nourri de la poésie en prose des auteurs — Restif de La Bretonne, Tristan Corbière et Jeanne Duval — sur lesquels il travaillait à l'époque.

## Éditions
- Éditions Gallimard, 2012  (ISBN 978-2070138876)